# Okser
Okser je tip ovir, ki se uporabljajo pri konjskem parkurju. Ovire so sestavljene iz dveh ali treh delov. Prečke so lahko nameščene v isti ali na različnih višinah, nameščene pa so tako, da se ob dotiku lahko podrejo. Tako se omogoča lažje točkovanje, hkrati pa se preprečijo morebitne poškodbe konja.
Obstaja več tipov okserjev:
- dvigajoči: Prednja prečka je nižja od zadnje. Ta okser je za konja najlažji, saj je za žival tak skok najbolj naraven.
- spuščajoči: Zadnja prečka je nižja od prednje. Tovrstni okser se ne uporablja pogosto, ker nekateri trenerji menijo, da je za konja nevaren. Konj namreč zaradi optične prevare misli, da je zadnja prečka višja od prednje.
- vzporedni: Obe prečki sta postavljeni na isto višino, skok pa je višji kot daljši.
- kvadratni: Tip vzporednega okserja, kjer je skok dolg enako kot je visok. Ta tip okserja je najtežji v parkurju, na tekmovanjih pa se ne pojavlja pogosto.
- švedski: prečke so prekrižane v obliki črke 'X'. Na sredini je tako ovira nižja kot na straneh.
- trojna prečka: Podoben dvigajočemu okserju, ki pa ima namesto dveh tri prečke, ki se dvigajo postopno. Ta okser je težji od dvigajočega, ker je zaradi tretje prečke konj prisiljen skočiti dlje.
- prašičji hrbet: Tip okserja, pri katerem je srednja od treh prečk najvišja. Včasih tak ojkser napolnijo s slamo, da izgleda kot poslopje.